# رایکووه
رایکووه (به لهستانی:  Rajkowy) یک روستا در لهستان است که در گمینا پلپلین واقع شده‌است. رایکووه ۱٬۶۷۷ نفر جمعیت دارد.